# Arthroleptis perreti
Arthroleptis perreti Blackburn, Gonwouo, Ernst & Rödel, 2009 è un anfibio anuro, appartenente alla famiglia degli Artroleptidi.

## Etimologia
L'epiteto specifico è stato assegnato in onore di Jean-Luc Perret.

## Distribuzione e habitat
È endemica del Camerun. Si trova ad elevate altitudini (1400-2200 m) sul monte Manengouba, probabilmente sul monte Nlonako, sul monte Kupe e sul monte Rumpi, nel sud-ovest del Camerun; probabilmente nel sud-ovest del Gabon. 